# キートンのカメラマン
『キートンのカメラマン』（The Cameraman）は、エドワード・セジウィックとバスター・キートン（クレジット無し）による1928年のサイレント・コメディ映画である。キートン、マーセリン・デイ、ハロルド・グッドウィンらが出演した。
キートンがメトロ・ゴールドウィン・メイヤー（MGM）と契約して以来初めての作品である。
MGMはキートンのクリエイティブ・コントロールを制限し、彼のキャリアの転換期となった。彼は後にMGM移籍を「私のキャリアで最悪のミス」と語った。

## キャスト
- バスター・キートン
- マーセリン・デイ（英語版）
- ハロルド・グッドウィン（英語版）
- シドニー・ブレイシー（英語版）
- ハリー・グリボン（英語版）
- 猿のジョセフィン

クレジットに無いキャスト
- リチャード・アレクサンダー（英語版）
- エドワード・ブロフィー（英語版）
- レイ・クック
- ヴァーノン・デント（英語版）
- ウィリアム・アーヴィング
- ハリー・キートン
- ルイーズ・キートン
- チャールズ・リンドバーグ (アーカイヴ映像)
- バート・ムーアハウス

## 製作
1928年1月26日、キートンはメトロ・ゴールドウィン・メイヤー（MGM）と2年契約を交わした（キートンは後にMGMとの契約を「私の人生で最悪の間違い」と回想した）。この契約によりキートンは年に2本の映画に出演し、週給3000ドルでスタジオで3番目の高給取り俳優となった。
キートンは自分の独立系の製作会社から多くのスタッフを連れてきた。彼はすぐにMGMに『カメラマン』の企画を通し、会社はそれに対して1250ドルを支払った。
脚本には22人の脚本家が関与したが、キートンはMGMの製作部長のアーヴィング・タルバーグに向かって脚本を投げ捨て、自身のやり方での製作を許可された。
撮影現場はプロデューサーのローレンス・ウェインガーテンによって仕切られた。ウェインガーテンはキートンと現場で対立し、彼を子供と呼んだ。キートンは本作以前までは自分の作品を完全にコントロールしており、プロデューサーから干渉されることに慣れていなかった。しかしながらタルバーグは完成した映画を気に入り、ラッシュのスクリーニング中に笑っていた。

## 評価と影響
映画は79万7000ドルを売り上げて興行的に成功し、また評論家からも絶賛された。MGMの脚本部署は数十年にわたってこの映画を「完璧に構成されたコメディ」として新人作家を育成する際の手本にした。
後に1950年の『Watch the Birdie』にインスピレーションを与えており、キートンはMGMでギャグマンとして働き、レッド・スケルトンのアドバイザーを務めた。
2005年にアメリカ議会図書館により国立フィルム登録簿に追加された。

## 保存状態
フィルムは1965のMGM保管庫火災により消失したと考えられていたが、1968年にパリで全編が発見された。1991年にはいくつかの映像が欠けているものの更に状態の良いフィルムが発見された。